# 사다코 대 카야코
《사다코 대 카야코》(일본어: 貞子vs伽椰子)은 2016년 공개된 일본의 공포 영화이다.

## 출연
- 야마모토 미즈키 : 유리 역
- 타마시로 티나 : 스즈카 역
- 안도 마사노부 : 케이조 역
- 사츠카와 아이미 : 나츠미 역
- 다나카 미사토 : 아야코 역
- 코우모토 마사히로 : 신이치 역
- 키쿠치 마이 : 타마오 역